# Vitbrynad eremit
Vitbrynad eremit (Phaethornis stuarti) är en fågel i familjen kolibrier.

## Utbredning och systematik
Fågeln förekommer i Andernas utlöpare och bland kullar vid foten av Anderna från sydöstra Peru till centrala Bolivia. Den behandlas som monotypisk, det vill säga att den inte delas in i några underarter.

## Status
IUCN kategoriserar arten som livskraftig.